# Santa Maria Hoè

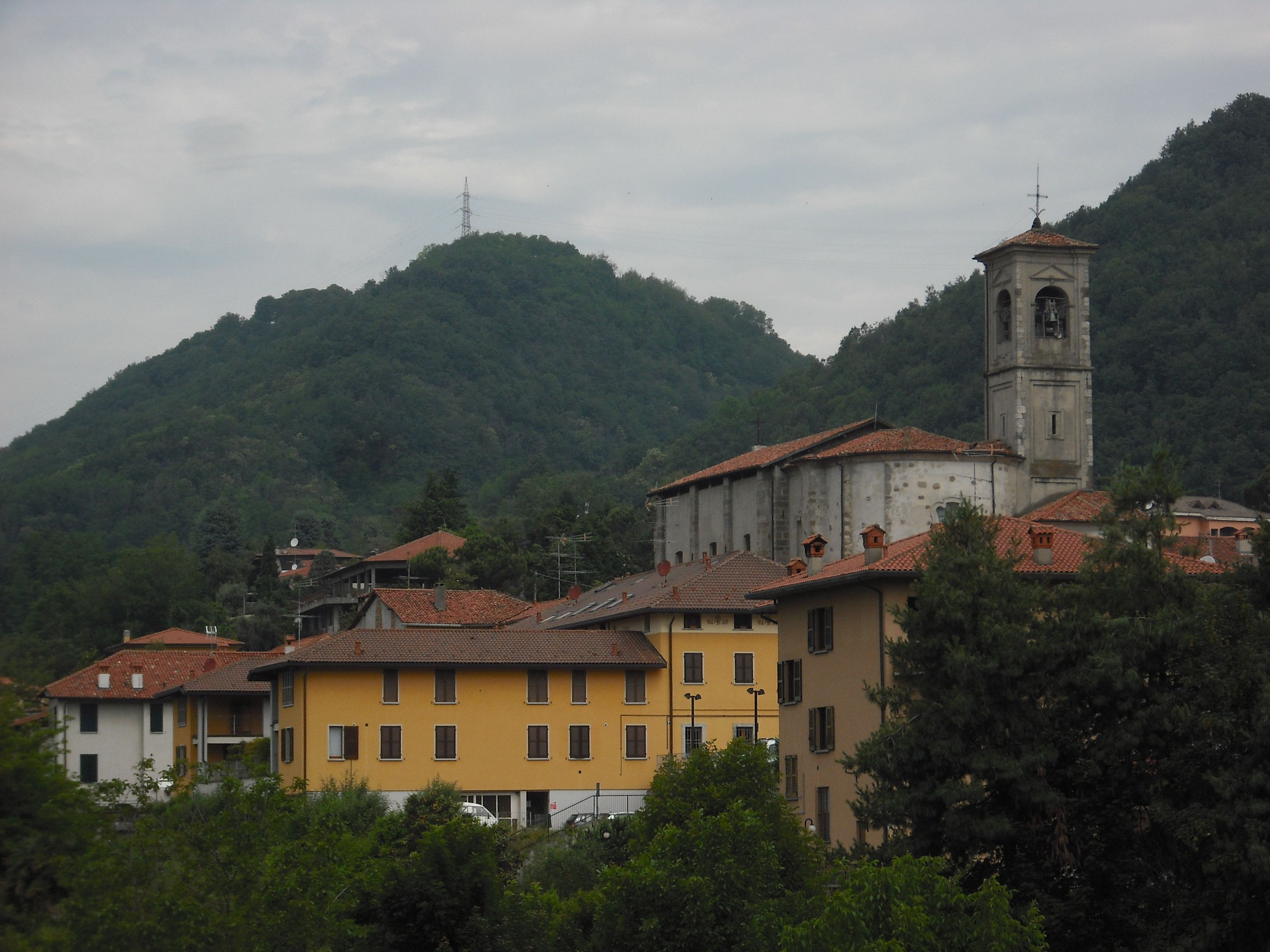
Pfarrkirche Santa Maria

 Santa Maria Hoè  ist eine Gemeinde mit 2113 Einwohnern (Stand 31. Dezember 2023) in der Provinz Lecco in der  italienischen Region Lombardei.

## Geographie
Santa Maria Hoè liegt circa 20 km südlich der Provinzhauptstadt Lecco, auf halber Strecke zwischen Como und Bergamo, im Meratese, einer Landschaft im Westen der Provinz Monza und Brianza. Ortsteile (frazioni) sind Alduno, Bosco, Hoè und Tremonte.
Die Nachbargemeinden sind Castello di Brianza, Colle Brianza, Olgiate Molgora und Rovagnate.

## Bevölkerungsentwicklung
| Bevölkerungsentwicklung | Bevölkerungsentwicklung | Bevölkerungsentwicklung | Bevölkerungsentwicklung | Bevölkerungsentwicklung | Bevölkerungsentwicklung | Bevölkerungsentwicklung | Bevölkerungsentwicklung | Bevölkerungsentwicklung | Bevölkerungsentwicklung | Bevölkerungsentwicklung | Bevölkerungsentwicklung | Bevölkerungsentwicklung | Bevölkerungsentwicklung |
| ----------------------- | ----------------------- | ----------------------- | ----------------------- | ----------------------- | ----------------------- | ----------------------- | ----------------------- | ----------------------- | ----------------------- | ----------------------- | ----------------------- | ----------------------- | ----------------------- |
| Jahr                    | 1861                    | 1871                    | 1881                    | 1911                    | 1931                    | 1951                    | 1961                    | 1971                    | 1981                    | 1991                    | 2001                    | 2011                    | 2022                    |
| Einwohner               | 767                     | 846                     | 799                     | 1147                    | 1019                    | 1133                    | 1165                    | 1363                    | 1566                    | 1759                    | 1995                    | 2207                    | 2127                    |
| Quelle: ISTAT           |                         |                         |                         |                         |                         |                         |                         |                         |                         |                         |                         |                         |                         |

## Kultur und Sehenswürdigkeiten
Im 19. Jahrhundert war Santa Maria Hoè ein wichtiger Marktplatz für Seidenspinnerkokons; die Seidenbau war von der Mitte des 18. Jahrhunderts bis ins 20. Jahrhundert ein bedeutendes Gewerbe in der Brianza. 
In der Gemeinde liegen die Kirchen:
- Chiesa Parrocchiale di Santa Maria Addolorata – Parochialkirche aus dem 17. Jahrhundert. Die Fassade stammt aus dem 18. Jahrhundert und blieb unvollendet. In der Kirche befinden sich Werke von Camillo Procaccini, Giacomo Bono und Fiammenghino (Giovan Mauro della Rovere).[2]
- Chiesa di Santa Veronica ad Hoé Superiore
- Chiesa di Santa Veronica – Kirche im Ortsteil Tremonte
- Chiesa di Santa Petronilla – Kirche im Ortsteil Bosco

### Regelmäßige Veranstaltungen
- Festa di Sant’Antonio – Fest des Ortspatrons am 17. Januar